# Seyyed Amir Hossein Feghhi
Seyyed Amir Hossein Feghhi (né le 19 septembre 1978 et mort le 13 juin 2025) était un ingénieur nucléaire iranien, professeur, chercheur et directeur adjoint de l'Organisation de l'énergie atomique d'Iran. Il enseignait à l'Université Shahid Beheshti et était très actif dans la recherche scientifique liée au traitement du cancer et à la production d'électricité par le nucléaire. Ses recherches couvraient un large éventail de technologies nucléaires pacifiques, notamment la modélisation des centrales nucléaires et l'utilisation de produits radiopharmaceutiques pour traiter les maladies.
Feghhi était reconnu comme un membre clé de la communauté scientifique nucléaire iranienne et a joué un rôle essentiel dans plusieurs projets nationaux et internationaux. Il avait notamment collaboré avec des centres scientifiques de pointe tels que le CERN. Le Dr Feghhi était l'un des plus éminents scientifiques nucléaires iraniens et un chercheur actif dans le domaine du traitement du cancer par la technologie nucléaire. Il a été parmi les premiers experts iraniens à participer au développement de centrales nucléaires pour la production d'électricité.
Il a été tué le vendredi 13 juin 2025 lors d'une frappe aérienne israélienne. L'attaque israélienne contre l'Iran a tué cinq scientifiques nucléaires et plusieurs autres hauts commandants de l'armée iranienne et des Gardiens de la révolution. Avec cette attaque, Israël a déclenché une guerre de 12 jours avec l'Iran à l'aube du vendredi 13 juin 2025. La mort de Feghhi a été largement relayée par les médias et la communauté scientifique iraniens et a été considérée comme faisant partie d'une série d'actions israéliennes ciblées contre les experts nucléaires iraniens.